# پیرمونت (لوئیزیانا)
پیرمونت (به انگلیسی: Piermont) یک منطقهٔ مسکونی در ایالات متحده آمریکا است که در پریش رد ریور، لوئیزیانا واقع شده‌است. پیرمونت  ۴۶٫۹۴ متر بالاتر از سطح دریا قرار دارد.